# Gare d'Argy
Pour les articles homonymes, voir Argy (homonymie).
La gare d'Argy est une gare ferroviaire française, de la ligne de Salbris au Blanc, située sur le territoire de la commune d'Argy, dans le département de l'Indre, en région Centre-Val de Loire.
C'est une gare de la Société pour l’Animation du Blanc Argent (SABA) desservie par la ligne touristique  du Train du Bas-Berry.

## Situation ferroviaire
Établie à 124 m d'altitude, la gare d'Argy est située au point kilométrique (PK) 273,000 de la ligne de Salbris au Blanc, entre les gares de Pellevoisin (autrefois, avant Pellevoisin, se trouvait la halte de Juscop) et de Buzançais (gare aujourd’hui fermée).

## Histoire
La gare d'Argy est construite dans le style « Blanc-Argent », avec un bâtiment voyageur et une halle accolée. Sa mise en service intervient probablement vers 1902, peu après la livraison de l'infrastructure de la ligne, entre la gare d'Écueillé et la gare du Blanc, le 17 novembre 1902.
Elle est fermée au service voyageurs avec le passage du dernier autorail, le 26 septembre 1980, sur la section Luçay-le-Mâle à Buzançais. Cette même section étant fermée au service marchandises, le 31 décembre 1988.
Du fait de l'existence d'un projet d'exploitation touristique, l'ensemble de la ligne entre Luçay-le-Mâle et Argy fait l’objet d’une inscription au titre des monuments historiques, depuis le 18 janvier 1993. Sont inscrits les façades et toitures du bâtiment voyageur, la halle à marchandises accolée, le quai, la lampisterie et un puits.
En 1995, les emprises sont achetées par un syndicat intercommunal, et l'exploitation ferroviaire reprend dix années plus tard en 2005.
Depuis 2005, la gare est de nouveau intégrée dans une ligne de chemin de fer en activité, elle devient une des gares de la ligne du Train du Bas-Berry.

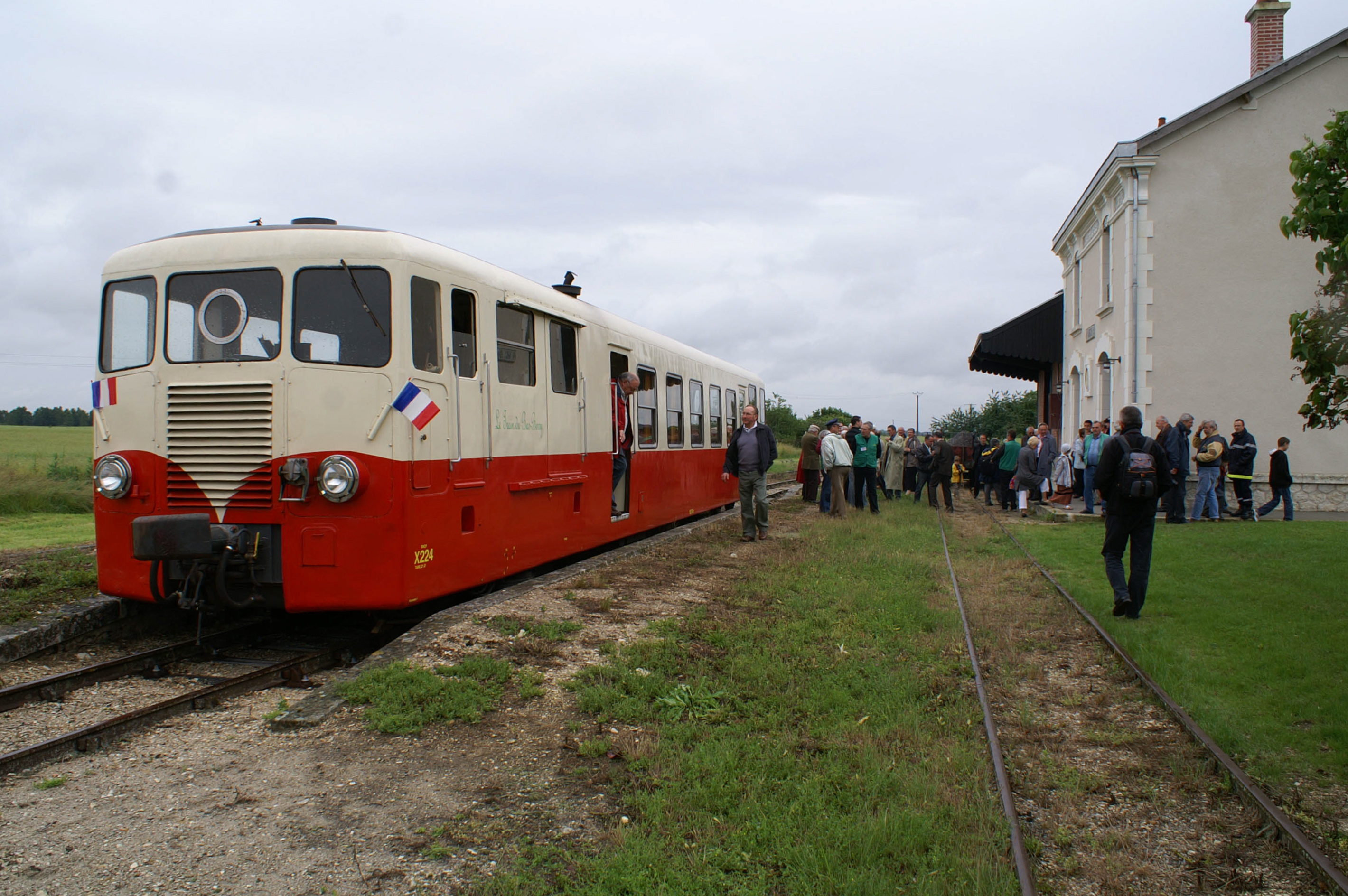
Vue des quais lors d'une sortie du train touristique.

Le 19 juin 2010, a eu lieu l'inauguration de la voie du train touristique et de la gare d'Argy rénovée après plus d'une année de travaux, financés par un pôle d'excellence rurale.

## Service des voyageurs

### Accueil
Elle est équipée d'un quai central et d'un quai latéral encadrant trois voies. Le changement de quai se fait par un platelage posé entre les voies (passage protégé).

### Desserte
Argy est uniquement desservie en saison estivale, par la ligne touristique du Train du Bas-Berry.

## Service des marchandises

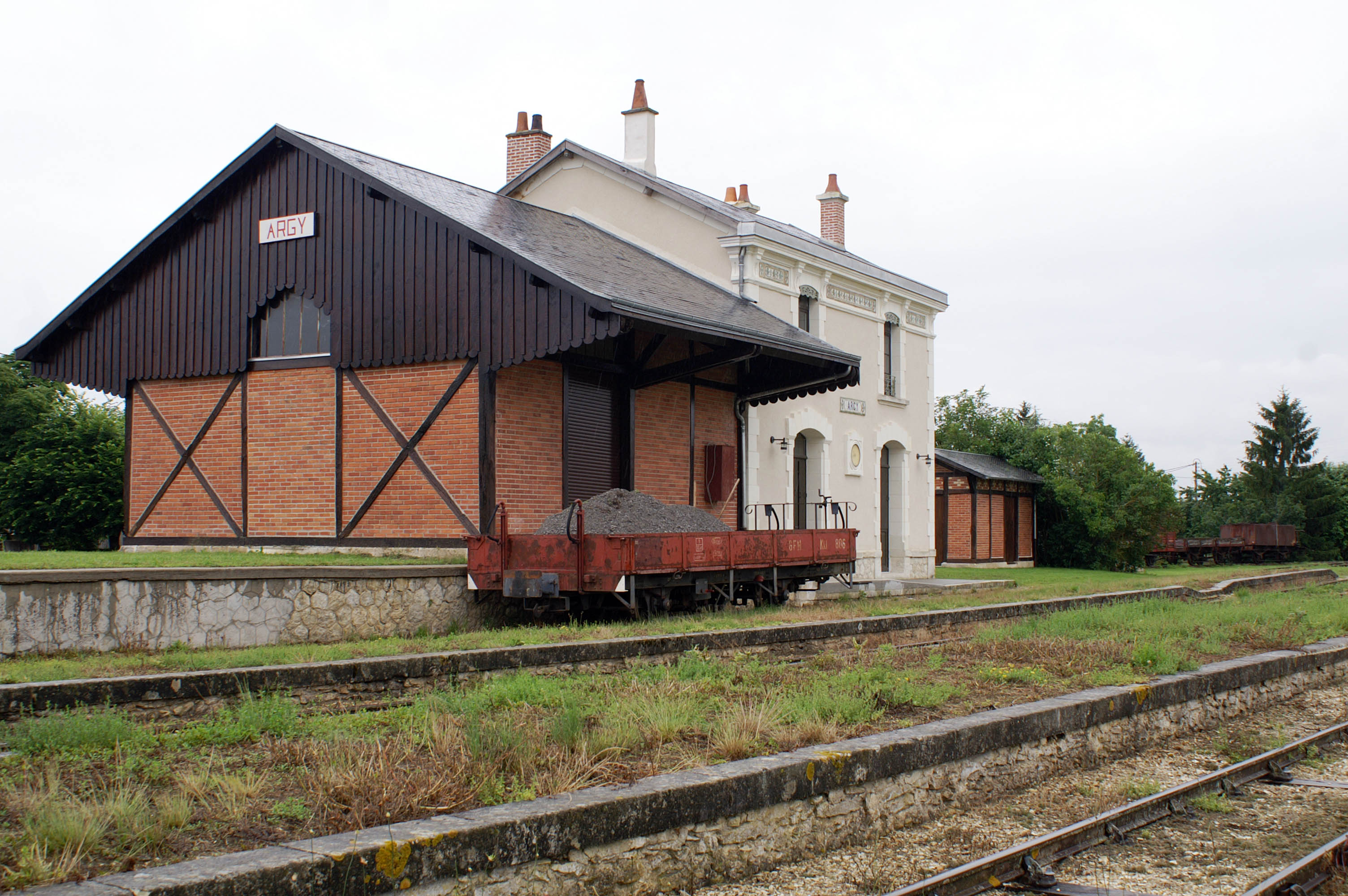
La halle et le quai à marchandises.

La section d'Argy à Buzançais a été mise à voie normale, afin de desservir une coopérative agricole, situé à proximité de la gare d'Argy. Cette section rejoint à Buzançais la ligne de Joué-lès-Tours à Châteauroux.